# Charte du Manden
La charte du Manden, charte du Mandé, ou encore, en langue malinké, Manden siguikan, est la transcription d'un contenu de tradition orale, lequel remonterait au règne du premier souverain Soundiata Keïta qui vécut de 1190 à 1255.
Il existe deux textes de la charte, provenant des travaux menés à partir des années 1970 par Wa Kamissoko et Youssouf Tata Cissé : le Serment des sages, qui remonterait à 1222, et la Charte de Kouroukan Fouga, qui remonterait à 1236, et aurait été solennellement proclamée le jour de l'intronisation de Soundiata Keïta comme empereur du Mali. Le premier discours serait l'inspirateur du second.
La charte du Manden est considéré par les Mandenkas (peuples qui ont en commun la langue mandingue) comme l'une des plus anciennes références concernant les droits fondamentaux.
Sa reconnaissance par l'UNESCO qui l'a inscrite en 2009 sur la liste du patrimoine culturel immatériel assoit sa valeur juridique et sa portée universelle. Cependant, cette charte reste contestée.

## Origine
Œuvre de lettrés, ce texte en forme de serment est connu dans deux versions : l'une datée de 1222 et comportant sept chapitres : le Serment des chasseurs, l'autre de 1236 et comportant quarante-quatre articles : la Charte de Kouroukan Fouga. Ces deux versions ont été retranscrites à partir de travaux conduits depuis les années 1960 auprès de griots dépositaires de ces récits, appartenant en particulier à la confrérie des chasseurs.
En 1949, le lettré guinéen Souleymane Kante publie une compilation de 130 règles juridiques qu'il date de 1236 et situe à « Kurukan Fuga ». En 1960, Djibril Tamsir Niane publie Sunjata ou l’épopée mandingue, traduction en français d'un récit oral produit par Mamadou Kouyate qui évoque la construction d'un corpus juridique à « Koroukan fouga ». En 1998, à l'occasion d'un atelier sur la collecte et la sauvegarde du patrimoine oral africain, organisé à Kankan (Guinée) par l’Agence pour la francophonie et le CELTHO (Centre d’études linguistiques et historiques par la tradition orale), Siriman Kouyaté compose un texte de 44 articles à partir de plusieurs récits oraux qu'il date de 1236. Enfin, Youssouf Tata Cissé publie le Testament de Sunjata puis le Serment des chasseurs, d'après des récits de Wa Kamissoko qu’il date de 1222. Le Serment des chasseurs est renommé Charte du Mandé en 2007.

## Contenu de la Charte
Après un préambule « à l'adresse des douze parties du Monde et au nom du Mandé tout entier », la charte mentionne sept paroles, qui sont autant d'entêtes d'articles de la charte :
- « Une vie est une vie » ; « Une vie n'est pas plus ancienne ni plus respectable qu'une autre vie, de même qu'une autre vie n'est pas supérieure à une autre vie » ;
- « Que nul ne s'en prenne gratuitement à son voisin, que nul ne cause du tort à son prochain, que nul ne martyrise son semblable » ;
- « Le tort demande réparation » ;
- « Pratique l'entraide » ;
- « Veille sur la patrie » ;
- « La faim n'est pas une bonne chose, l'esclavage n'est pas non plus une bonne chose » ;
- « La guerre ne détruira plus jamais de village pour y prélever des esclaves ; c'est dire que nul ne placera désormais le mors dans la bouche de son semblable pour aller le vendre ; personne ne sera non plus battu au Mandé, a fortiori mis à mort, parce qu'il est fils d'esclave » ;
- « Chacun est libre de ses actes, dans le respect des interdits des lois de sa patrie ».

Selon les transcripteurs de la charte du Manden, l'abolition de l'esclavage fut une œuvre maîtresse de Soundiata Keïta et de l'empire du Mali. On trouverait dans cette charte les notions de respect de la vie humaine, de droit à la vie, de sécurité alimentaire, de paix sociale dans la diversité, les principes d'égalité et de non-discrimination, de liberté individuelle, de liberté d'expression, de justice, d'équité et de solidarité.
En contestant l'esclavage, elle identifierait la violence des situations comme précédant la violence de la guerre.[réf. nécessaire]

### Texte Mbmiste
1. Les chasseurs déclarent :

Toute vie (humaine) est une vie.

Il est vrai qu’une vie apparaît à l’existence avant une autre vie,

Mais une vie n’est pas plus « ancienne », plus respectable qu’une autre vie,

De même qu’une vie n’est pas supérieure à une autre vie.

2. Les chasseurs déclarent 

Toute vie étant une vie,

Tout tort causé à une vie exige réparation.

Par conséquent,

Que nul ne s’en prenne gratuitement à son voisin,

Que nul ne cause du tort à son prochain,

Que nul ne martyrise son semblable.

3. Les chasseurs déclarent :

Que chacun veille sur son prochain,

Que chacun vénère ses géniteurs,

Que chacun éduque comme il se doit ses enfants,

Que chacun « entretienne », pourvoie aux besoins des membres de sa famille.

4. Les chasseurs déclarent :

Que chacun veille sur le pays de ses pères.

Par pays ou patrie, faso,

Il faut entendre aussi et surtout les hommes ;

Car « tout pays, toute terre qui verrait les hommes disparaître de sa surface

Deviendrait aussitôt nostalgique. »

5. Les chasseurs déclarent :

La faim n’est pas une bonne chose,

L’esclavage n’est pas non plus une bonne chose ;

Il n’y a pas pire calamité que ces choses-là,

Dans ce bas monde.

Tant que nous détiendrons le carquois et l’arc,

La faim ne tuera plus personne au Manden,

Si d’aventure la famine venait à sévir ;

La guerre ne détruira plus jamais de village

Pour y prélever des esclaves ;

C’est dire que nul ne placera désormais le mors dans la bouche de son semblable

Pour aller le vendre ;

Personne ne sera non plus battu,

A fortiori mis à mort,

Parce qu’il est fils d’esclave.

6. Les chasseurs déclarent :

L’essence de l’esclavage est éteinte ce jour,

« D’un mur à l’autre », d’une frontière à l’autre du Manden ;

La razzia est bannie à compter de ce jour au Manden ;

Les tourments nés de ces horreurs sont finis à partir de ce jour au Manden.

Quelle épreuve que le tourment !

Surtout lorsque l’opprimé ne dispose d’aucun recours.

L’esclave ne jouit d’aucune considération,

Nulle part dans le monde.

7. Les gens d’autrefois nous disent :

« L’homme en tant qu’individu

Fait d’os et de chair,

De moelle et de nerfs,

De peau recouverte de poils et de cheveux,

Se nourrit d’aliments et de boissons ;

Mais son « âme », son esprit vit de trois choses :

Voir qui il a envie de voir

Dire ce qu’il a envie de dire

Et faire ce qu’il a envie de faire ;

Si une seule de ces choses venait à manquer à l’âme humaine,

Elle en souffrirait

Et s’étiolerait sûrement. »

En conséquence, les chasseurs déclarent :

Chacun dispose désormais de sa personne,

Chacun est libre de ses actes,

Chacun dispose désormais des fruits de son travail.

Tel est le serment du Manden

A l’adresse des oreilles du monde tout entier.

## Patrimoine culturel national et international
Le 16 mars 2011, le gouvernement malien adopte en Conseil des ministres un projet de décret portant le classement de la Charte du Manden dans le patrimoine culturel national.
La Charte du Mandén, proclamée à Kouroukan Fouga est inscrite en 2009 sur la liste représentative du patrimoine culturel immatériel de l’humanité de l'UNESCO,.

## Débats
La charte du Manden fait l'objet d'un intérêt marqué en Afrique de l'Ouest et en particulier au Mali. Son ancienneté prétendue en fait un argument localement fort pour lutter contre l'esclavage.
Elle « parle aussi du Mali médiéval, de la domination des Mandingues sur les autres communautés ».
D'un point de vue historique, elle soulève de nombreuses questions, à commencer par celle de la fiabilité des sources orales, de leur reconstruction et de leur réinterprétation durant l'histoire.

### Sur l'authenticité

#### Pourfendeurs
L'authenticité de cette charte est contestée par notamment deux universitaires : l'anthropologue et ethnologue Jean-Loup Amselle et l'historien et maître de conférence à l'université d'Aix-Marseille Francis Simonis, qui estiment qu'il s'agit d'une reconstruction contemporaine inspirée par l'idéologie afrocentriste.
Selon Simonis, « l'invention de la charte, au sens que les archéologues donnent à ce terme, date en effet de mars 1998 » et l'UNESCO « a donc classé, sans s'être livré (sic) à une nécessaire expertise scientifique ou historique, un texte qui ne lui a pas été communiqué, en amalgamant par un raccourci audacieux les deux versions concurrentes d'une « charte » dont personne ne peut dire ce qu'elle est vraiment ».
Pour Jean-Loup Amselle, de plus, « comparer la charte de Kurukan Fuga au “Bill of Rights” et à la “Déclaration des Droits de l’Homme et du Citoyen” n’a pas grand sens [… car] cette charte ne marque en aucune façon le surgissement d’un soulèvement contre une monarchie absolue […] ou une préoccupation relative aux droits de l’individu, quels qu’ils soient. […] Cette charte concerne exclusivement la passation de pactes ou d’alliances entre groupes ».

#### Défenseurs
Pour l'anthropologue Éric Jolly :

« Certes, on peut dire que l’Unesco a patrimonialisé - et d’une certaine façon figé - un texte qui est en fait un mixte du Serment des Chasseurs et de la Charte de Kurukan Fuga. Mais je ne parlerai pas d’invention pour autant. Ce sont des textes qui se sont transformés au fil du temps en fonction des enjeux du moment et des revendications des différents groupes qui défendent ce type de charte. Il n’y a pas d’invention, il y a plutôt transformation. Comme dans tout récit de la littérature orale, il ne faut pas voir dans ces textes la traduction d’une réalité historique objective mais plutôt celle de points de vue politiques, voire d’une philosophie politique complexe. C’est cela qui les rend intéressants. »

Selon Noël Sanou, maitre de conférences de sciences du langage au département de lettres modernes de l’Université Joseph Ki-Zerbo du Burkina Faso :

« Le fait même qu’en des espaces sémio-anthropologiques si distants dans l’espace géographique et si éloignés dans les coutumes par le fait de syncrétismes locaux, de plus en plus balkanisés dans les espaces d’États-nations fragmentant les grands ensembles identitaires d’antan, des versions d’une même histoire, d’un même « conte », d’une même « invention » – pour paraphraser les nihilistes – existent et traversent le temps, traversent les dialectes, les migrations, plus de sept siècles après, devrait ramener la Raison à plus de modestie et d’acuité critique. Que les traditionnistes du Burkina, de la Casamance, de Kankan aient inventé en même temps la mémoire historique et discursive d’une charte, c’est un conte que content les controverseurs ! »

### Sur l'abolition de l'esclavage
Seydou Camara a écrit à propos de l'épopée de Soundiata Keita :

« Le schéma idéologique mis en place répond à la situation dominante de ceux qui l'ont construit et vise à consolider celle-ci. Ce modèle qui donne de l'organisation sociale une image simplifiée répartit les hommes en trois catégories : les hôôrôn (hommes libres) spécialistes du pouvoir, de la guerre et de la production, les nyamakala (gens dits de caste inférieure) à qui la société délègue le soin de la sauvegarde et de l'enseignement de l'histoire, et les jôn (esclaves) aux rôles multiples. […] Le schéma que nous évoquons ici reflète avant toutes les structures globales d'une société guerrière et dissimule les tensions entre les trois catégories sociales, sous couvert d'un échange équilibré de services mutuels. De plus, il justifie, par l'accomplissement de ces services, les inégalités de fait, l'oisiveté et l'opulence des tenants du pouvoir et des nyamakala leurs alliés, les obligations de labeur qui pèsent sur les jôn et l'exploitation dont ces derniers sont l'objet. Enfin ce reflet idéologique rassure dans la mesure où il vise à stabiliser les structures dont il montre l'image dans l'intérêt des élites qui occupent leur sommet. Cette idéologie de la société, qui est en effet résolument conservatrice, conçoit les divisions dont elle décrit l'ajustement comme des « ordres », c'est-à-dire des groupes considérés comme immuables, délimités par des frontières difficiles à franchir. »

L'état de la société décrit dans la geste de Soundiata contredit fortement le texte de la charte. À cet égard, le deuxième texte, la charte de Kurukanfuga, parfois assimilée à celle de Manden, et qui daterait de 1236, telle que retranscrite en 1998 par le CELTHO, ne mentionne pas l'abolition de l'esclavage mais seulement dans son article 20, l'obligation pour les maîtres de se comporter humainement[réf. nécessaire].

## Actualité
Pour l'essayiste sénégalais Boubacar Boris Diop, qui s'est penché dans un ouvrage sur la Charte de Kurukan Fuga, « le vrai défi est d'éviter de faire de la Charte du Mandé un document figé... Pour qu'elle devienne une réalité vivante, il faudra savoir en parler au besoin avec irrespect, en essayant toujours cependant d'y retrouver le fil conducteur de notre identité politique et sociale moderne ».

#### Textes
- La Charte du Mandé et autres traditions du Mali, calligraphies d'Aboubacar Fofana, traduction Youssouf Tata Cissé et Jean-Louis Sagot-Duvauroux, Albin Michel, 2003  (ISBN 222613736X)
- Youssouf Tata Cissé, Wa Kamissoko, La grande geste du Mali - Des origines à la fondation de l'empire, Paris, Karthala, coll. « Hommes et Sociétés »
- Youssouf Tata Cissé, Wa Kamissoko, Soundjata, la gloire du Mali, Paris, Karthala, coll. « Hommes et Sociétés »
- Djibril Tamsir Niane, Sunjata ou l’épopée mandingue, 1960

#### Analyses
- CELTHO (collectif), La Charte de Kurukan Fuga. Aux sources d'une pensée politique en Afrique, Paris, L’Harmattan / Conakry (Guinée), Société africaine d’édition et de communication, 2008
- Jean-Loup Amselle, « L’Afrique a-t-elle “inventé” les droits de l’homme ? », Syllabus Review, 2 (3), 2011, p. 446-463, télécharger le PDF
- Éric Jolly, « L’épopée en contexte Variantes et usages politiques de deux récits épiques (Mali/Guinée) », Annales. Histoire, Sciences Sociales, 2010/4, p. 885-912, voir en ligne
- Djibril Tamsir Niane, « Recherches sur l'Empire du Mali au Moyen Âge », Recherches africaines, no 1, janvier 1959 p. 6-56, en ligne sur Guinee.net. L'article ne mentionne pas que la tradition ait transmis de façon précise les principes fondateurs de l'empire mandingue
- Noël Sanou, « La Charte du Mandé : reconfigurations textuelles et mémorielles », Afroglobe, vol. 1, no 1 Avril/Mai,‎ 22 mai 2021, p. 72–105 (lire en ligne)
- Francis Simonis, « L'âme de l'Afrique - Épopée, contes et légendes », Le Point Références, novembre-décembre 2012, pages 70 et 71
- Francis Simonis, « Le griot, l’historien, le chasseur et l’Unesco », Ultramarines, no 28, 2015, télécharger le PDF